# قرار مجلس الأمن التابع للأمم المتحدة رقم 514
قرار مجلس الأمن التابع للأمم المتحدة رقم 514، الذي اعتمد بالإجماع في 12 يوليو 1982، بعد التذكير بالقرار 479 (1980) وإذ يلاحظ جهود وساطة الأمين العام، و‌منظمة المؤتمر الإسلامي و‌حركة عدم الانحياز، أعرب المجلس عن بالغ قلقه إزاء الصراع الذي طال أمده بين إيران و‌العراق.
وعليه دعا القرار إلى وقف إطلاق النار بين البلدين وانسحابهما إلى حدودهما المعترف بها دوليًا. وطلب أيضًا إلى الأمين العام خافيير بيريز دي كوييار مواصلة جهود الوساطة وتقديم تقرير إلى المجلس عن محاولات تنفيذ القرار في غضون ثلاثة أشهر.